# Dreadful Shadows
Dreadful Shadows es una banda de orientación gótica con base en Alemania. Inició su carrera en la primavera boreal de 1993 y se disolvió después de una gira por Alemania en octubre de 2000, regresando a la actividad en 2007.

## Integrantes

### Última alineación
- Sven Friedrich (vocalista)
- Norman Selbig (guitarrista)
- André Feller (guitarrista)
- Jens Riediger (bajista)
- Ron Thiele (baterista)

### Integrantes antiguos
- Reiko Jeschke
- Stefan Neubauer
- Frank Hofer

## Discografía

### Álbumes de estudio
- Estragement (1994)
- Buried again (1996)
- Beyond the maze (1998)
- The cycle (1999)

### Material adicional
- EP
  - Homeless (1995)

- Singles
  - Burning the shrouds (1997)
  - Twist in my sobriety (1999)
  - Futility (1999)

- Otros
  - Beyond the maze, edición especial (CD doble, con un segundo disco con material en vivo, 1998)
  - Estragement + Homeless (2000)

## Estatus actual
Dreadful Shadows se encuentra hoy por hoy disuelta. Sin embargo, en su página web oficial han anunciado un concierto para el 22 de julio de 2007 en el Festival Amphi. Según ellos mismos aclaran esto no es una reunión sino tan solo una actividad, ya que los antiguos integrantes de Dreadful Shadows mantienen en la actualidad sus propios proyectos musicales.